# 寇谦之
寇謙之（365年—448年），字輔真:26，上谷郡昌平县（今北京市昌平区）人，北魏天師道道士，號稱天師。寇謙之出身豪族大姓，家族世傳天師道，他年輕時跟隨成公興入山修道，後來在嵩山先後得到大神太上老君和李譜文降臨，授與神書與長生之術，於424年出山到北魏平城輔佐太武帝，與官員崔浩深相結納，授予太武帝「太平真君」之號與象徵天命所歸的符籙，建造「靜輪天宮」以交接神明。寇謙之的使命是身任太上老君在地上的代理人，改革天師道制度，他主張除去祭酒收取租米錢稅的制度，革除男女交接合氣之術，而特重廚會，其倡行的道教儀式深受佛教戒律儀軌與齋會影響。寇謙之使道教第一次成為北魏政權之國教，將道教的發展推至一高峰。

## 家世
寇謙之祖籍為上谷昌平，自稱東漢河內太守寇恂的十三世孫，是北方的豪族大姓，後遷居馮翊萬年，世奉天師道:26。陳寅恪則認為寇恂後人之說只是偽託；寇氏一族原本是張魯的舊徒眾，漢末時自漢中遷至馮翊，為大族豪家:123-124。寇謙之父親寇脩之，曾任前秦東萊太守；兄長寇讚受前秦僕射韋華任用，至417年後秦滅亡時，秦雍有千餘家推舉寇讚為領袖，一起歸順北魏。寇讚受北魏封為綏遠將軍、魏郡太守。其後，秦雍民眾前來河南、滎陽、河內投奔北魏，達萬戶以上:180，北魏僑置南雍州於洛陽，以寇讚為刺史，招撫秦雍流民:123。寇讚成為後秦流民的領袖，以洛陽為根據地:377。

## 生平

### 早期修道
寇謙之自幼喜好仙道，修習五斗米道之術，服食餌藥，但歷年無效。後來遇見異人成公興，是他修道生涯的轉捩點。據云成公興是仙人下凡，為了接引寇謙之入道而來，原是為寇家耕作的長工，卻能為寇謙之解開曆算上的疑難:26-27，（陳寅恪認為，成公興教授寇謙之的是源自印度的天算新學:132。）寇謙之由此對成公興刮目相看，希望拜成公興為師，但成公興堅持不肯，反而要求寇謙之收他為弟子。不久，成公興問寇謙之能否與他一同遁隱，寇謙之欣然答應，於是沐浴齋戒三日，二人一同遁入華山。成公興令寇謙之居住在石室中，親自採藥給寇謙之服食。二人隱居華山一段日子，成公興帶寇謙之進入嵩山修煉，一同住在石室。數年後，成公興一次外出前，吩咐寇謙之要吞服前來石室之人帶來的藥物；不料送來的都是毒蟲惡息的東西，寇謙之畏懼而逃。成公興回來後得知寇謙之並未服藥，嘆息說：「先生未便得仙，正可為帝王師」。成公興服事寇謙之7年後離去，寇謙之繼續留在嵩山，專心修道:27-28。

### 得遇大神
寇謙之在嵩山苦修多年，自稱兩次得遇神仙並授與他天書。第一次在415年，寇謙之五十一歲時，太上老君親自降臨嵩山，授予寇謙之天師之位與《雲中音誦新科之誡》20卷，要他宣揚此經典，清整道教，除去「三張偽法」；又命12個仙人教授寇謙之服食、導引的口訣和方法:29。寇謙之自此辟穀，教授弟子十多人修仙之術:122。當時寇謙之在洛陽一帶地位崇高，417年時受到戍守洛陽的劉宋官員毛脩之信奉:185。第二次通神在423年，寇謙之五十九歲時，太上老君的玄孫牧土上師李譜文降臨嵩山，賜給他太真太保九州真師、治鬼師、治民師和繼天師四籙，又授予他《錄圖真經》60餘卷，用以劾召百神，傳授弟子，並吩咐他要「輔佐北方泰平真君」。寇謙之早有成為帝王師的志願，次年424年，他帶著神書前往平城，向北魏朝廷宣揚使命:29-30。有云寇謙之由嵩山到魏都平城，出於寇讚的推薦:380；另一說是，為籠絡寇氏一族，北魏朝廷遣人自嵩山迎接寇謙之至平城:444。

### 出山輔政
寇謙之最初不甚獲北魏朝野採信:188。司徒崔浩一家世傳天師道:389，前往師事寇謙之，學習法術，並上疏太武帝，大力推薦寇謙之，宣傳他得到神仙傳授真經，今入京宣道，乃是符合天命，象徵皇帝受命一統天下。太武帝於是派使者供奉玉帛、牲牢，祭拜嵩山，迎接山中40多位寇謙之的弟子至京師，從此寇謙之成為帝王之師，參贊機要:31-32，受奉為「天師」，將新法頒佈天下:189。太武帝為寇謙之在京城東南建立天師道場，有壇五層，供養道士120人之額:126，包括寇謙之昔日在嵩山的弟子，每日依時誦經及祈禱。太武帝並資助每月的廚會，招待數千人:387。寇謙之教團的主要作用，是替帝王和國家祈福禳災:263。
寇謙之與崔浩合作時，二人常談到深夜，見解不謀而合，崔浩並為寇謙之撰書，追溯歷史上政治的興廢變革:385-386。太武帝聽取了寇謙之的建議而取勝於戰場，越發信仰道教:126。431年，太武帝依寇謙之的建議，建造高塔「靜輪天宮」，其名源自佛經:317-318。440年，寇謙之為太武帝於中岳嵩山祈福，據云精誠感動天地，太上老君冥授太武帝以「太平真君」之號，並授予符籙，於是改年號為「太平真君」。兩年後，寇謙之啟奏，請太武帝親自接受符書，太武帝遂登壇受籙:32。寇謙之並不敵視佛教，曾勸止太武帝處死三千僧侶:127。446年，崔浩建議太武帝廢滅佛教，寇謙之反對，並預言崔浩將於晚年被殺，門戶誅滅。448年，寇謙之過世，享壽八十三:32，卒前數月告訴弟子，「夢成公興召我於中嶽仙宮」:418。他輔佐太武帝長達24年，是新天師道最昌盛的時期:32。

## 道教思想

### 神靈
寇謙之提出的神仙譜系和五斗米道的信仰並不相同。早期五斗米道所信奉的太上老君乃是「道」所凝聚而成的；神仙為道教徒的修道目標，所崇奉的大神有「太清玄元無上三天無極大道」、太上老君，同時也祭拜天、地、水三官等天官鬼神。寇謙之《錄圖真經》詳細敘述其神仙譜系，指出上界有三十六重天，每一重天各有一宮，宮中都有一神主持，這些神的地位以「無極至尊」為最高，其次是「大至真尊」、次是「天覆地載陰陽真尊」，再次為「洪正真尊」，他姓趙名道隱，在殷商時代得道，是牧土上師李譜文的老師。牧土上師李譜文之後有赤松子、王喬、韓終、張安世、劉根、張陵等修煉成仙者:32-34。
佛祖釋迦牟尼亦列入三十六天的諸神譜系中：佛者，是從前在西胡得道的人，住在第三十二天為延真宮主。他修煉苦行非常勇猛，所以他的弟子都剃光頭髮，穿著染色的衣服，斷絕男女之欲。寇謙之說牧土上師認他為義子:33（一說為弟子:428），命令他遷入牧土天宮的內宮與群仙結交為友，他領有太真太寶九州真師、治鬼師、治民師和繼天師四銜，並得授「天中三真太文錄」，又稱《錄圖真經》，可用來劾召百神、傳授弟子。換言之寇謙之本人已名列仙班，成為一輔佐帝王、教化萬民的活神仙:33。寇謙之心目中的「土地之神」，不僅承擔傳達文書的儀式職能，也監察和管理某一地域的生民，負責戶口登記、檢查功過、向上級神匯報等事務:344。寇謙之又把佛教的六道輪迴思想引入道教:76。

### 修仙
寇謙之並不反對傳統的成仙方法，但是他認為世間所傳的經書藥方多詐偽錯誤，難有功效，修鍊服餌、辟穀、導引等方術，只能治病，不能長生。要得長生，必須由仙人賜予神藥， 傳授服氣等修鍊方法，才能昇仙度世。想要修學長生的人，應當共同研讀誦誡， 建立齋會，上香禮拜，建立齋功香火:35、41-42；等到齋功煉成，感動神明之後，便可以長生。寇謙之強調成仙需得仙人下降傳授方法與賜神藥，他奏請太武帝建造「靜輪天宮」:35-36，其名字乃受佛教轉法輪觀念影響:238，天宮必須達到不會聽到雞鳴狗吠的高度，以方便天神下降，與神交接。在未得仙人傳授之前，可先讀《道德經》。寇謙之把輪迴觀念引入道教，使道教增加了累世成仙的理想。他認為人前世的所作所為對今世的修練有所影響，這輩子的修練即使不能成仙，但功夫不會白費，可以累積到下輩子:35-36。

### 改革天師道
寇謙之在著作中假託太上老君的口吻，批評舊天師道的弊端:233。其清整道教，是以清虛為旨，禮度為用，輔之以服食閉煉之術:306。寇謙之除去租米，而特重廚會:54，他改革天師道的內容可分五點。一．整頓教團組織：天師道原本天師一職由張陵的子孫世代相傳，但寇謙之反對天師世襲，不承認張陵兒子張衡、孫子張魯的天師地位，自稱由太上老君授予繼天師職位，強調自張陵去世後，地上就缺乏天師。而他之所以得授此職，乃由於他本人立身直理，行為合乎自然，才能足以勝任天師之職。天師道祭酒原亦採用世襲制，有些道官祭酒既不懂道法，卻又自署治籙符契，欺騙信眾，搜取財物。寇謙之認為應廢除祭酒世襲制度，按唯賢是授的原則選拔人才。道官祭酒職責之一是進善舉賢，傳授弟子，授人職治和符籙。信眾要求成為弟子者，道官應觀察他的性情，加以考驗三年，確認他能精進善行，心志堅定，才可授誡籙，納為弟子。寇謙之也認為應廢除三張原本在巴蜀設置的24治名號:37-38。
二．廢除租米錢稅制度：天師道規定信眾入道時，須繳納五斗米，道民請求治病也須繳納租米財物。寇謙之宣佈祭酒私自收取租米錢稅，是「三張偽法」，必須除去。祭酒傳授治籙符契、為信眾治病、消災祈福時，不可收取財帛。每年信徒民戶只須捐獻紙30張，筆一枝，墨一挺，以答謝道官為其治表章，求神救度的功德。如有道官仍向信徒濫收財物，信眾可以轉而跟從新的道官。三．反對男女合氣之術：天師道信徒原本修習男女交接房中之術，稱「合氣」，寇謙之主張廢除男女合氣之術，以免淫風大行，損辱道教:38-39。但寇謙之沒有完全摒棄天師道房中之術，只是反對淫亂:46-47。四．提倡禮教：當時天師道教團失去統一領導，組織渙散，科戒廢弛。寇謙之的新道教「專以禮度為首」，維護教團的紀律，吸收儒家的禮法，主張父慈、子孝、臣忠；道民須尊敬道官祭酒，猶如世間百姓須尊敬官員。寇謙之嚴厲斥責以下犯上的叛亂，認為假借李弘、劉舉的名義起兵作亂的人大逆不道。五．改進宗教儀式：寇謙之參考佛教的儀式，為道教增訂一套較繁雜完備的齋醮儀範:39-41。

### 儀式
寇謙之《錄圖真經》對信徒如何祭拜諸神的壇位、禮拜、衣冠、儀式等各作規定，他並訂定了一系列的齋醮儀式。一．受戒儀式：無論男女，如果覺悟到應該信奉道教，便可以向已經入道的人請上章表明自己願意受戒奉道。舉行受戒的儀式時，首先向「誡經」行八拜之禮，然後站在誡經前面；接著由參加儀式的師友，捧著誡經音誦，然後由受道者伏在地上朗誦誡經的內容，誦完之後再行八拜之禮，就完成入道儀式。如果不會音誦的話，也可以直接朗讀經文:34、42。
二．求願儀式：信徒求願的儀式一般可分為「廚會求願」與「燒香求願」兩種。廚會求願就是舉行齋會來祈求消災降福，通常是在求願者家裏舉行。廚會分上、中、下三種，上齋舉行齋會七日，中齋三日，下齋一夜一日。廚會的具體方式是，不吃五辛、肉類等葷食，素飯菜，一天食米三升。斷絕房事，勤修善行。廚會開始時，首先向香火行八拜之禮，說明求願的內容以及舉行廚會的目的等等，然後請德高望重的人坐在首位，送上飯菜。一般有三道菜飯，第一道小菜，供下酒用，第二道是酒，第三道是飯，酒的份量以五升為限。燒香求願則是信徒個人在家中靜室舉行的求願儀式。天師道信徒在家修道，常設置一清淨房間，作為修煉場所。燒香求願者到靜室內，首先向東站立向上天虔誠地燒上三柱香，行拜禮八次，脫帽叩頭九次，捏自己臉頰三次。然後說明自己的祈求，請求罪過得赦除，長生延年。之後上香求願自己的三宗、五祖、七世父母以及死去的親人，可以免離苦難，得在安樂之處。接著再上香求願全家大小平安幸福。祈求一願便上一次香。在齋日，可於六個不同的時辰上香，非齋日則早晚二次:43。
三．解度儀式：道民不慎犯法犯過時，先計算應當罰多少錢，將這些錢給受害人作補償。然後舉行廚會，由道官上呈表章於天庭，請求神明免除他的罪過。舉行法會時，先由犯罪者在眾人面前向香火八拜，叩頭九次，打自己臉頰三十六下，這樣拜、叩頭、打臉頰共三遍；接著再拜，並用手捻香放入香爐中，說明自己因無知而犯過錯，請求赦免，並願出錢作廚會，請眾人證明，以後不敢再犯。四．治病儀式：道民家中有人生病，可以請道官到家裏來。道官先讓道民在靜室中點香，道民在靜室外面西向散髮叩頭，將病者所犯過錯全部寫在章奏上，向神懺悔，不可隱藏。之後把病情寫在紙上，求神寬恕，使疾病痊癒。道官也上章替道民請求神的寬赦。如果病情沒有好轉，則需舉行懺悔和廚會:44。
五．超度儀式：道官或道民死亡時，須在七天之內辦完喪事。家人要為死者散布他生前的財物而舉行齋會，供人吃食。參加的人數可多可少，也可請非道民參與。設齋會燒香時，道官一人在靜壇東向，司儀和喪事主人也東向，各行八拜、九叩頭、以及捏臉頰九下，共三遍而止。如果參加者很多，也可以坐著，等行禮時再起來叩頭。喪事主人口中稱本人官號姓字，向天上的大神「無極大道」口啟，以手捻香插入香爐，同時發願為死者解罪免過。其他客人也依次上香。儀式完畢後，靜室主人要上章為喪事主人求願祈福。客人離去時向靜室八拜。六．舉行三會儀式：天師道傳統上一年有三元會節日，即上元、中元和下元三會。在三會日信徒要舉行上章言功、受度法籙等活動。寇謙之規定，在三會日道民要到他們所屬的「治」（教區）舉行集體齋會。大家在道官的靜室前面，各就各位排隊，正立在南面面向北方，送上祈禱詞時，八拜、九叩頭、捏九次臉頰，然後伏地再拜，送祈禱詞的儀式便完成，於是大家向道官祝賀:44-45。
寇謙之倡行的道教儀式融合了佛教儀制，深受佛教的戒律儀軌影響，可說是「半佛教化」。授署治、籙、符、:238、235契是天師道原有的重要儀式，寇謙之將佛教的戒引入了天師道的教階制，常常將受戒與受治籙符契並舉，信徒受戒律之時，要「音誦」而受，音誦源於佛教的梵唄。舊天師道常舉行請客吃飯的廚會儀式，寇謙之將佛教的齋（布薩）儀與天師道的廚會結合起來，具體表現有：1. 廚會遵循佛教齋制，以素食為主，斷絕葷辛。不過不斷酒，只是有量的限制。新的廚會也吸取了佛教過午不食的做法。2. 佛教之齋（布薩）通常採取會坐的方式，對於如何會坐有具體規定:236。寇謙之的廚會又稱「坐會」，與《十誦律》所說的「會坐」名稱相似，又模倣佛教會座儀軌的上座、下座來安排座次，「使大德精進之人在坐首」。3. 和《十誦律》布薩（齋）會一樣，廚會不排斥教外之人。4. 新的廚會不局限於吃飯，而是模倣佛教齋會，為亡人或病者懺罪解脫，為道民消災散禍。廚會期間由道官帶經籙生及主人燒香叩頭，求願上章。寇謙之強調上章的前提是修齋，若「齋功不達」，章書即使如何動人，也必不能感動神靈。寇謙之還引入齋日六時燒香的佛教儀式:237。劉屹則認為，寇謙之重視齋功，乃受南方道教影響:261。

## 影響
寇謙之實現了道教與政權的結合，使道教第一次成為北魏政權之國教，將道教的發展推至一高峰:23。寇謙之開道教授權予北魏君主的先河，太武帝親身到京城東南的道壇，登壇接受寇謙之的符籙，寇謙之身後，親佛教的皇帝如文成帝、獻文帝亦同樣接受符籙:390。孝文帝遷都洛陽和東魏建都鄴城，亦保留了將道壇置於京城南郊的傳統，道教儀式還是王朝禮儀的一部份。到548年東魏時，道壇才被罷廢，正好是寇謙之仙遊百年之後:103-104。

## 地位
史家把寇謙之改革下的北方道教稱為「新天師道」或「北天師道」，並把寇謙之與陸修靜相提並論，同為南北朝初期天師道的改革者:99、97。寇謙之的終極關懷在於成為太上老君在世上的代理人，重建天師道體制:413。劉屹則認為，寇謙之的最大抱負是為國輔政:115。他是當時北方道教的領袖，為了適應統治者鮮卑拓跋氏和漢人門閥士族的需要，對漢代張陵、張衡、張魯祖孫三代所創建的天師道的教義進行改革:23，提倡天師道的清整運動:60，決意要純化和復興道教，其新法結合了儒家的禮教與佛教戒律，革除了早期天師道的叛亂色彩:383、393。寇謙之亦憑藉北魏政權的力量改革天師道。北魏帝王登道壇受籙，象徵其即位符合天命，道教因而成為國教。這是寇謙之在道教史上最大的貢獻:46。他適時地充當了北魏王朝與天神之間交通的神媒，通過道教的授籙儀式，宣告拓跋王朝的合法性。其改革道教的最大意義，在於把天師道改造整頓為服從於王朝統治的教團:262，建立政教合一的國家，把道教變成「為統治階級服務的工具」:67、71。